# Impasse des Deux-Cousins
L'impasse des Deux-Cousins est une voie communale sans issue  située dans le quartier des Ternes du 17e arrondissement de Paris.

## Situation et accès
L'impasse des Deux-Cousins est desservie par la ligne 3 à la station Porte de Champerret.

## Origine du nom

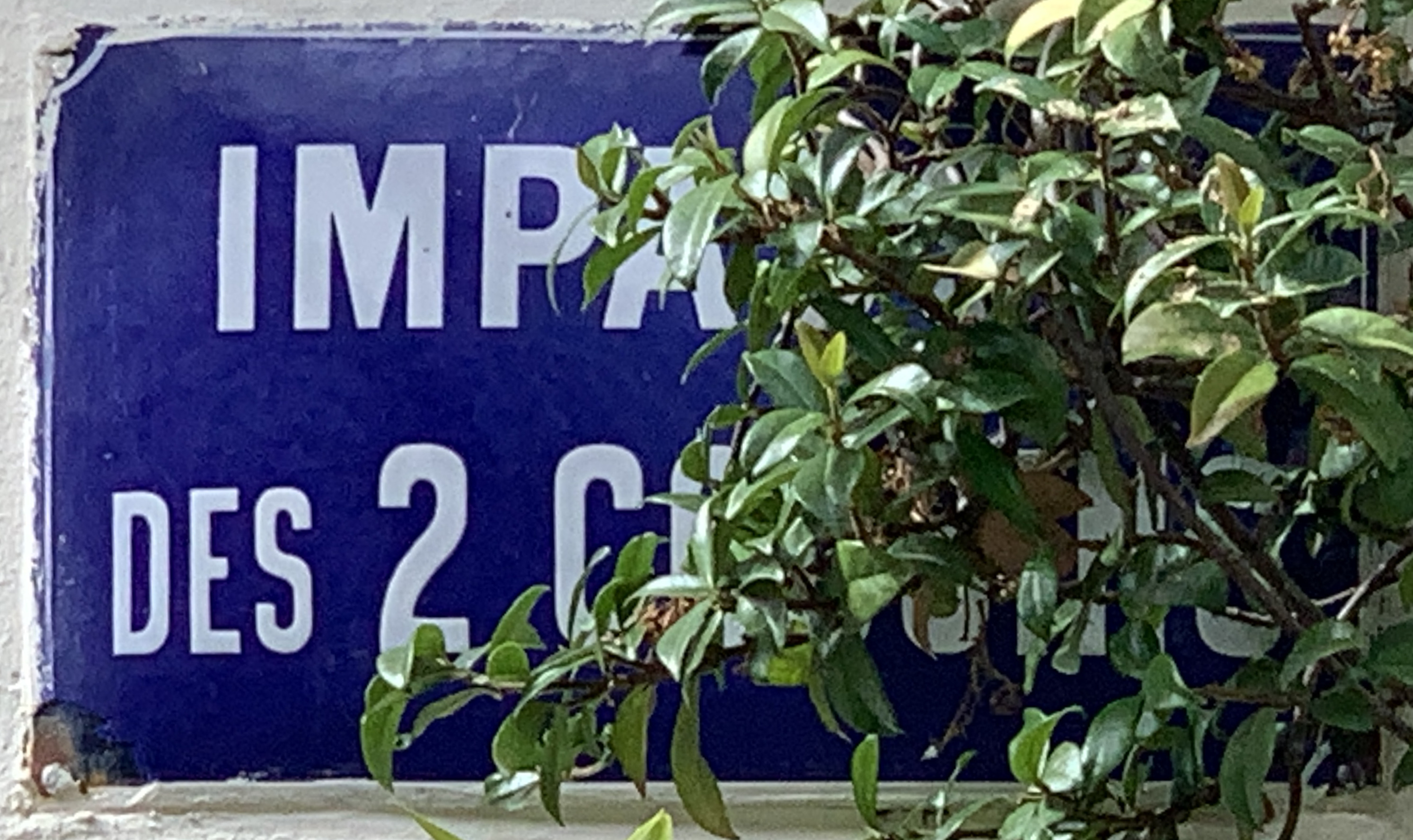
Plaque de l'impasse.

Cette voie tient son nom de celui de deux cousins qui furent des propriétaires locaux.

## Historique
La voie est ouverte sous sa dénomination actuelle avant 1865.